# Yasushi Tsujimoto
 (mai 2016).
Si vous disposez d'ouvrages ou d'articles de référence ou si vous connaissez des sites web de qualité traitant du thème abordé ici, merci de compléter l'article en donnant les références utiles à sa vérifiabilité et en les liant à la section « Notes et références ».
Yasushi Tsujimoto (辻本 恭史, Tsujimoto Yasushi), né le 26 janvier 1982 à Ikoma, Nara)  est un catcheur japonais, qui est principalement connu sous le nom de ring de brother YASSHI.

## Carrière

### Retour à la Dragon Gate
Le 11 mai, il retourne a la Dragon Gate et rejoint VerserK.
Lors de The Gate Of Destiny 2016, lui, T-Hawk et Cyber Kong perdent contre Jimmyz (Genki Horiguchi H.A.Gee.Mee!!, Jimmy Kanda et Ryo "Jimmy" Saito) dans un Three Way Elimination Tag Team Match qui comprenaient également Masaaki Mochizuki, Big R Shimizu et Peter Kaasa et ne remportent pas les Open the Triangle Gate Championship.

### All Japan Pro Wrestling
Le 30 avril 2007, il perd contre Katsuhiko Nakajima et ne remporte pas le AJPW World Junior Heavyweight Championship.

### Autres Fédérations
Le 1er mars, 2015, lui et Takuya Sugawara battent Shūji Kondō et Seiki Yoshioka et remportent les NWA International Lightweight Tag Team Championship pour la deuxième fois.

### Wrestle-1
Le 1er juillet, lui et Shūji Kondō perdent contre Yasufumi Nakanoue et Yuji Okabayashi et ne remportent pas les Wrestle-1 Tag Team Championship.
Le 18 septembre, lui et Shūji Kondō perdent contre Kaz Hayashi et Kotarō Suzuki et ne remportent pas les vacants Wrestle-1 Tag Team Championship.

## Palmarès
- All Japan Pro Wrestling
  - 1 fois AJPW All Asia Tag Team Championship avec Shūji Kondō
  - January 3 Korakuen Hall Junior Heavyweight Battle Royal (2006, 2007, 2009

- Dragondoor 
  - Aquamarine Cup Tag Tournament (2005) avec Shūji Kondō

- Pro Wrestling Zero1 
  - 2 fois NWA International Lightweight Tag Team Championship avec Takuya Sugawara

- Toryumon Japan
  - 2 fois UWA World Trios Championship avec Milano Collection A.T. et Yossino (1) et Toru Owashi et Condotti Shuji (1)